# Tell es-Sawwan
Tell es-Sawwan ("tell del pedernal") es un importante yacimiento arqueológico del período de Samarra en la provincia de Saladino, Irak. Se encuentra en el centro de Mesopotamia, a 110 kilómetros al norte de Bagdad y a unos 10 km al sur de la ciudad de Samarra.
El tell ha sido ocupado principalmente durante los períodos de Obeid, Hassuna y Samarra y también se han evidenciado algunas tumbas babilónicas posteriores. Se considera el "sitio tipo" de la cultura de Samarra (c. 6200-5700 a. C.).

## Tell es-Sawwan  y su entorno
Tell es-Sawwan es un montículo ovalado de 350 metros de largo por 150 metros de ancho con una altura máxima de 3,5 metros. Está ubicado al comienzo de la llanura aluvial mesopotámica, en una altura que domina el río Tigris, hoy un acantilado, pero quizás era una pendiente cuando el sitio estaba ocupado. El montículo principal estaba rodeado por una zanja defensiva de tres metros y un fuerte muro de adobe. El pueblo estaba formado por grandes casas y otros edificios que se pensaba que eran graneros.

## Ocupación histórica
Los habitantes de Tell es-Sawwan eran agricultores que utilizaban el riego del Tigris para sustentar establemente sus cultivos, ya que las precipitaciones no eran fiables. Usaban herramientas de piedra y pedernal similares a las de la cultura de Hassuna. Su prosperidad, probablemente basada en la confiabilidad de los cultivos de regadío, se evidencia por la presencia de fina cerámica de Samarra y hermosas vasijas de mármol translúcido.
Las tumbas subterráneas de adultos y niños contenían estatuillas de terracota y alabastro de mujeres y hombres, en varias poses; algunas tenían ojos y cabezas puntiagudas típicas del período Obaid.

## Historia de las excavaciones
El tell fue excavado entre 1964 y 1969 por equipos arqueológicos iraquíes, bajo varios directores, B. A. as-Soof, F. Wailly, Kh. al-Adhami, Gh. Wahida y W. Y. al-Tikriti, quienes limpiaron la aldea fortificada neolítica. Otra campaña tuvo lugar en 1985 bajo la dirección de D. G. Youkhana, y después, en 1989-90 por un equipo francés dirigido por C. Breniquet. Esta sucesión de excavaciones, problemas en los levantamientos estratigráficos y la excavación de pozos hasta períodos recientes que han alterado la estratigrafía, hacen que permanezcan muchas incertidumbres en la cronología del sitio.
Los primeros niveles (I y II), poco conocidos, arrojaron cerámica tipo Hassuna, pero podría ser más antigua. Por lo que se desprende de las excavaciones, tienen una arquitectura de planta tripartita. Bajo estos niveles se han sacado a la luz sepulturas, varias excavadas bajo las zonas residenciales, que han arrojado importante material arqueológico, en particular estatuillas femeninas.
Desde el comienzo del nivel IIIA, que corresponde a los inicios del período de Samarra, la estructura de la aglomeración cambia: un muro de recinto rectangular precedido por un foso rodea el hábitat, que está organizado de manera claramente planificada. En los niveles IIIB y IV, parte de los edificios aparentemente se convierte en graneros, y el espacio ocupado se extiende hasta colindar con las fortificaciones. Las casas de esta época son de adobe, de planta similar (en 'T' según el análisis de C. Breniquet), con dos grandes salas y anexos, pudiendo tener hasta 10-12 habitaciones. Los habitantes practicaban el cultivo de cereales (cebada, trigo) y lino, con riego, combinado con la cría de ovejas y cabras, la caza (gacela y uro), pesca y la recolección.
El último nivel, V, está muy erosionado y poco conocido. Se encontraron algunas cerámicas de Halaf, por lo que es más reciente y aparentemente sin continuidad con los anteriores.

## Hallazgos arqueológicos

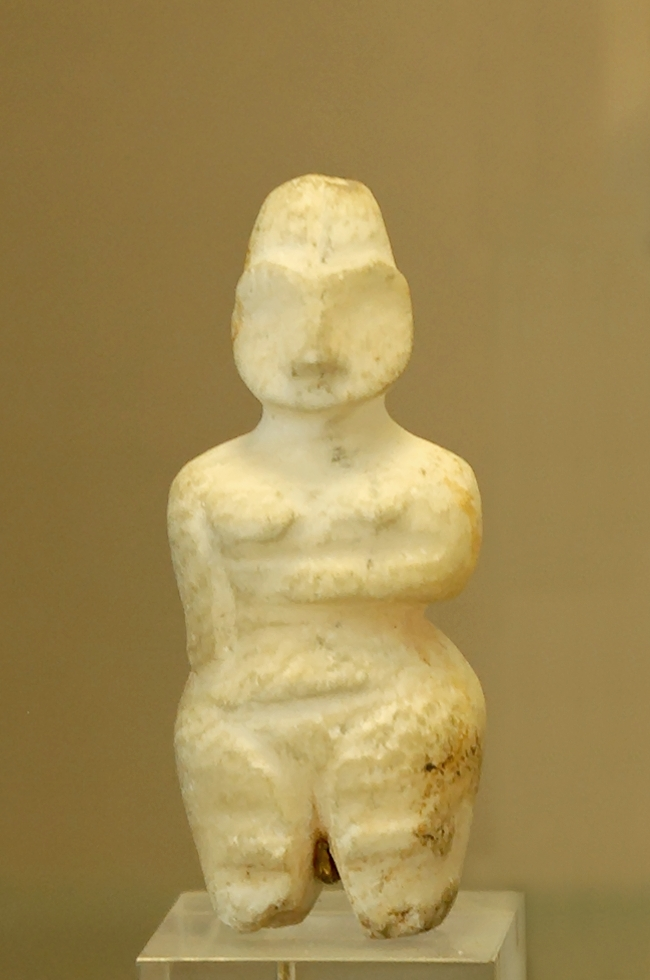
Figurilla femenina de Tell es-Sawwan, Museo del Louvre.
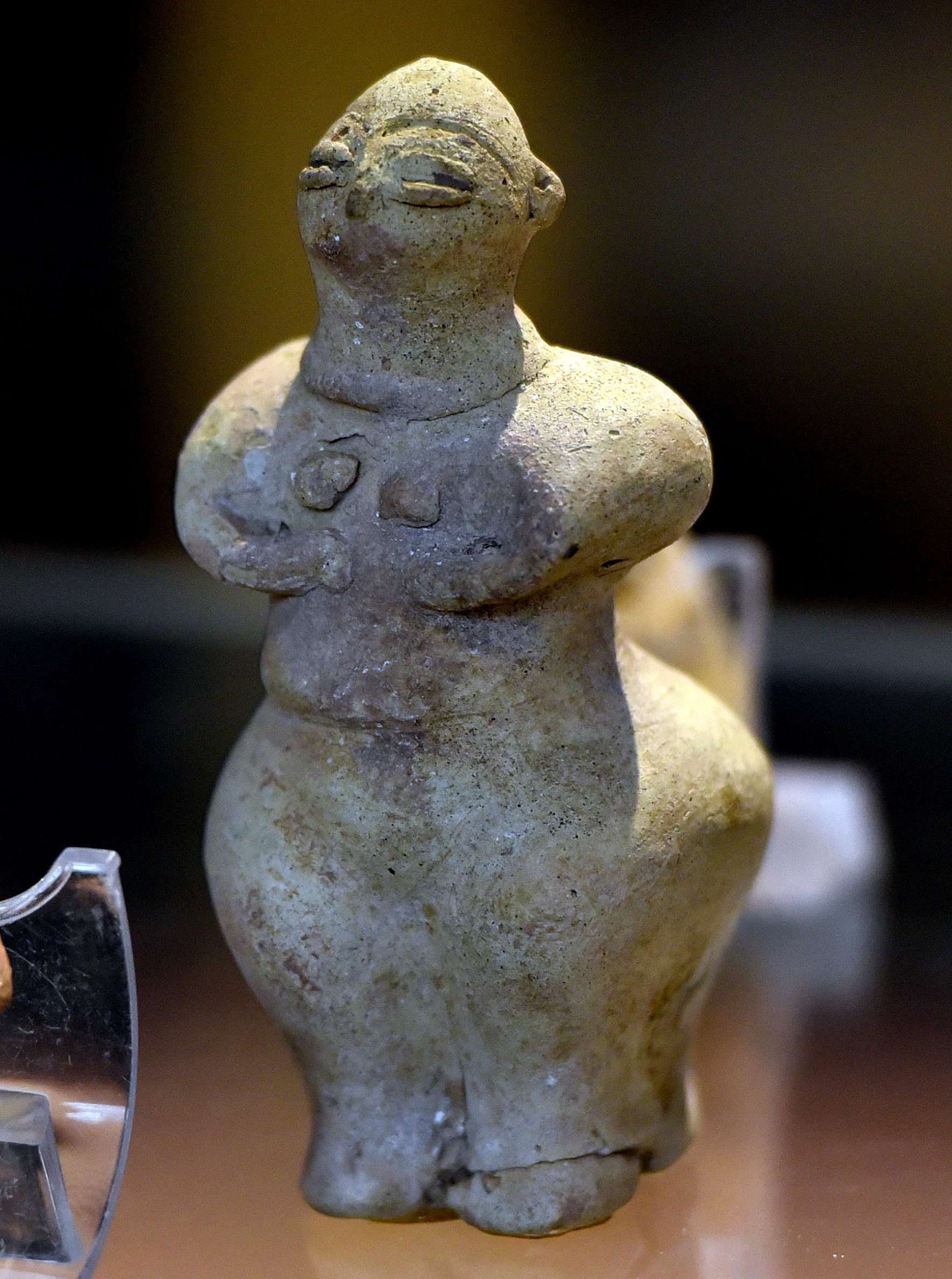
Diosa madre de Tell es-Sawwan, Irak, 6000-5800 a. C. Museo de Irak.
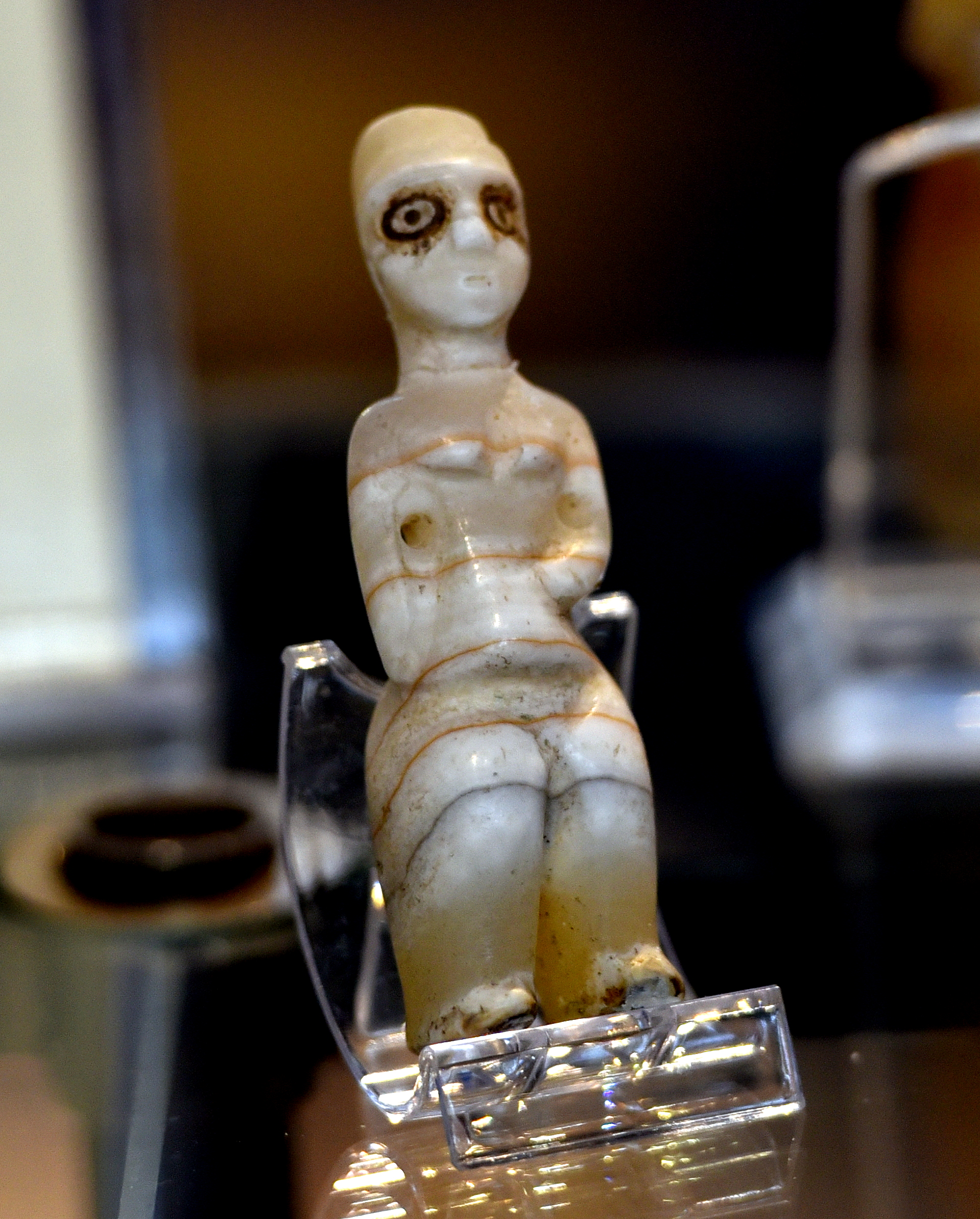
Figurilla de diosa madre de Tell es-Sawwan, Irak, 6000-5800 a. C. Museo de Irak.
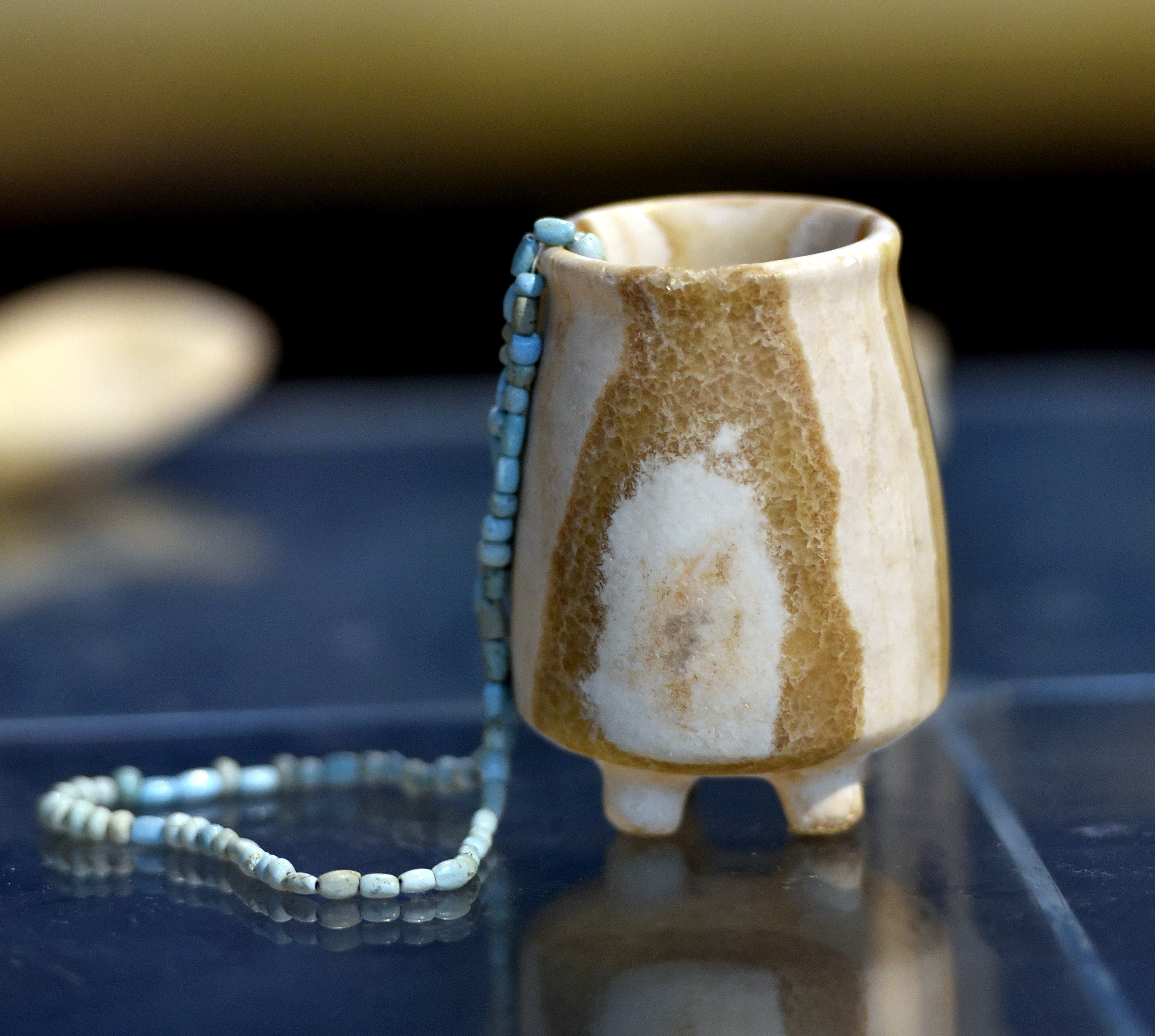
Jarro de alabastro con collar de Tell es-Sawwan, Irak. 6000-5800 a. C. Museo de Irak.
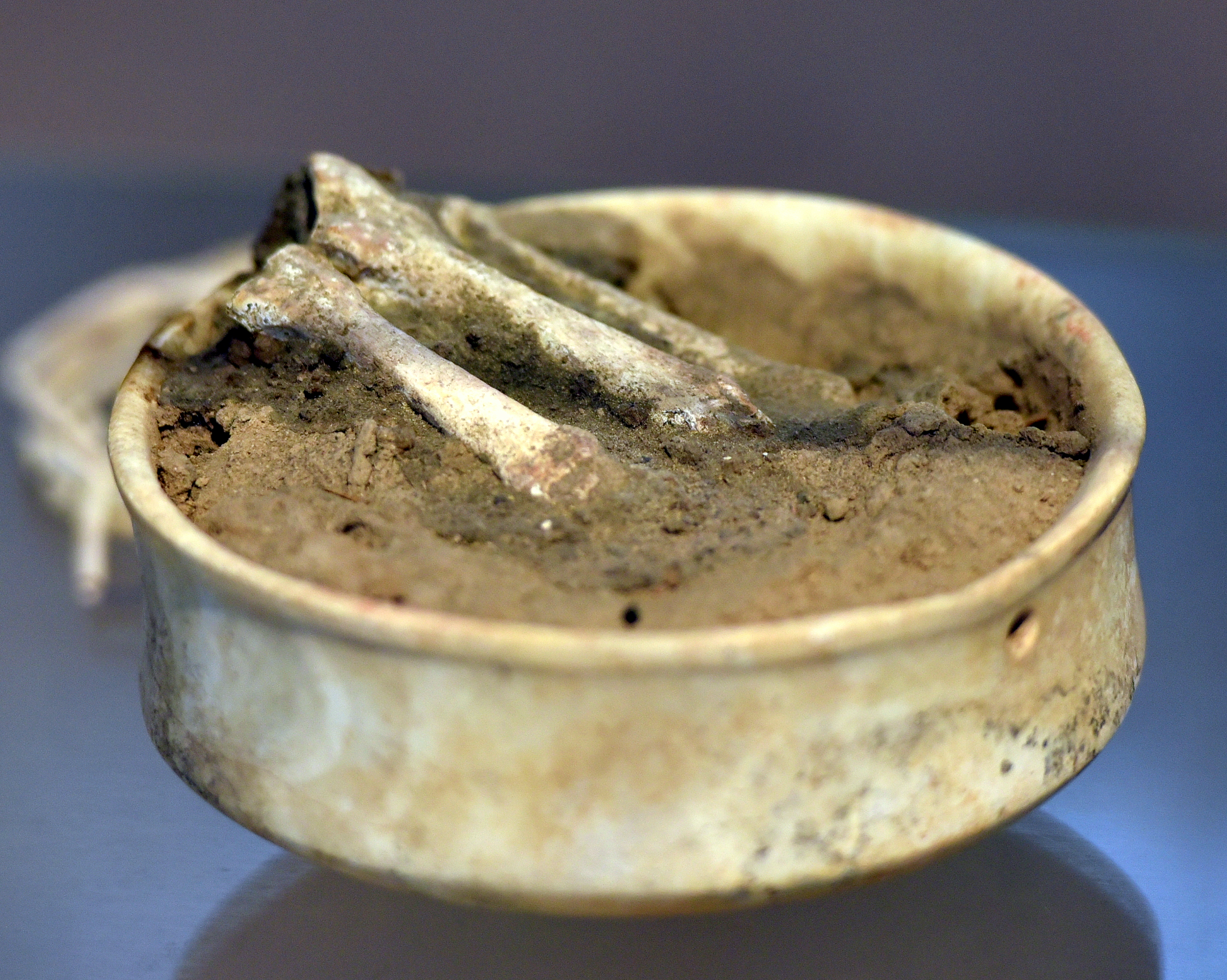
Cuenco con huesos humanos de Tell es-Sawwan, Irak, 6000-5800 a. C. Museo de Irak.